# كما لو أنها آخر مرة
كما لو أنها آخر مرة لك (بالكورية: 마지막처럼) هي أغنية سجلتها فرقة بلاكبينك الكورية الجنوبية، تم إصدارها في 22 يونيو 2017 بواسطة واي جي إنترتينمنت وتوزيعها بواسطة جيني ميوزك ، كتبت بواسطة تيدي بارك وفيوتشر بونس وليديا بايك، وإنتاج تيدي بارك  موسيقياً، تتحدث كلماتها عن العثور على الحب وفقدانه. ظهرت الأغنية لأول مرة على قائمة الأغاني بيلبورد ورلد، وفي المرتبة الثانية على K-pop Hot 100 وفي المرتبة 3 على مخطط غاون للموسيقى. باعت الأغنية الفردية أكثر من 2.5 مليون نسخة في كوريا الجنوبية.

## المبيعات
| البلدة           | المبيعات   |
| ---------------- | ---------- |
| كوريا الجنوبية   | 2,500,000+ |
| الولايات المتحدة | 9,000+     |

## المخططات

### المخططات الأسبوعية
| مخطط (2017)                       | المركز |
| --------------------------------- | ------ |
| أستراليا (أريا تشارتس)            | 30     |
| فنلندا (بيلبورد)                  | 7      |
| فرنسا (أس إن إي بي)               | 180    |
| يابان هوت 100 (بيلبورد)           | 19     |
| ماليزيا (آر أي إم)                | 4      |
| نيوزلندا (ريكورديد ميوزك إن زيت)  | 3      |
| البرتغال (توب 50 لأفضل أغنية)     | 48     |
| كوريا الجنوبية (مخطط غاون الرقمي) | 3      |
| كوريا الجنوبية (كي بوب هوت 100)   | 2      |
| تاليندا (ميوزك ويكلي)             | 19     |
| الولايات المتحدة (بيلبورد)        | 1      |

## الجوائز

### جوائز البرامج الموسيقية
| البرنامج       | التاريخ       | مراجع. |
| -------------- | ------------- | ------ |
| إنكيغايو (SBS) | 2 يوليو 2017  | [ 17 ] |
| إنكيغايو (SBS) | 9 يوليو 2017  | [ 18 ] |
| إنكيغايو (SBS) | 16 يوليو 2017 | [ 19 ] |